# Mike Gibbins
Michael George Gibbins (Swansea, País de Gales, 12 de março de 1949 - Florida, EUA, 4 de outubro de 2005), mais conhecido como Mike Gibbins, foi um baterista de rock britânico.

## Biografia
Mike Gibbins foi membro da banda Badfinger (anteriormente chamada The Iveys) conhecida por sua história trágica com dois de seus membros - Pete Ham e Tom Evans - tendo cometido suicídio. Gibbins morreu em 2005 de causas naturais. Seu corpo foi cremado e suas cinzas lançadas ao mar na Península de Gower.

## Discografia

### Com The Iveys
- Maybe Tomorrow  (1968)

### Com o Badfinger
- Magic Christian Music (1970)
- No Dice (1970)
- Straight Up (1971)
- Ass (1973)
- Badfinger (1974)
- Wish You Were Here (1974)
- Airwaves (1979)
- Say No More (1981)
- Day After Day (1990)
- The Best of Badfinger (1995)
- BBC in Concert (1997)
- Head First (2000)
- The Very Best of Badfinger (2000)

### Trabalhos solo
- A Place in Time  (1997)
- More Annoying Songs  (2000)
- Archeology (2002)
- In The Meantime (2003)